# باتريك رووي
باتريك رووي (بالإنجليزية: Patrick Rowe)‏ هو لاعب كرة قدم أمريكية أمريكي، ولد في 17 فبراير 1969 في سان دييغو في الولايات المتحدة.

## وصلات خارجية
- باتريك رووي على موقع مرجع كرة القدم المحترفة.كوم (الإنجليزية)
- باتريك رووي على موقع JustSportsStats.com (الإنجليزية)
- باتريك رووي على موقع كلية كرة القدم في سبورتس رفرنس.كوم (الإنجليزية)